# Ana Isabel Elias
Ana Isabel Elias (17 de setembro de 1965) é uma corredora de média distância angolana. Elias competiu nos 1500 metros femininos e nos 3000 metros femininos nos Jogos Olímpicos de Verão de 1992 . 

## Percurso
Ana Isabel Elias inicia o seu percurso enquanto atleta fundista, em 1988, no Grupo Desportivo da N'gola, da Huíla. A atleta participou em várias provas internacionais destacando-se no Cross Country (1991) na Bélgica, nos Jogos Olímpicos de Barcelona 1992 e no campeonato do mundo em Tóquio também em 1991. Retira-se, em 2007, das competições devido a uma lesão no joelho esquerdo.
Ana Isabel Elias foi uma ativista na defesa pela prática desportiva, sobretudo dos mais jovens, tendo defendido mais apoios para o atletismo angolano sobretudo para a província de Huíla.
Em 2015, Ana Isabel Elias cria, no Lubango, uma escola de atletismo, Projecto Okuhateca, com o intuito de formar novos atletas e recuperar os títulos que a província da Huíla tinha tradição de obter nesta modalidade em competições nacionais, internacionais e sobretudo nas corridas de São Silvestre. Este projeto que abrange os 14 municípios que compõem a Huíla e as províncias do Cunene e Namibe foi apoiado pelo Governo Provincial da Huíla e pelo Ministério da Juventude e Desportos de Angola. 
Em 2016, Ana Isabel Elias foi realeita como Presidente da Associação Provincial de Atletismo da Huíla.

## Marcas Pessoais[8]
1500 metros– 4:32.01 (1991); 
3000 metros – 9:46.1 (1992)

## Reconhecimentos
Ana Isabel Elias é considerada uma referência no atletismo feminino de Angola e conhecida pela alcunha de "Gazela".